# Duca Tambasco
Eduardo Tambasco (São Paulo, 15 de abril de 1976), mais conhecido como Duca Tambasco, é um cantor, compositor, produtor musical e arranjador brasileiro, mais conhecido por ser o baixista e ocasional vocal de apoio da banda  Oficina G3. Apesar de não ser membro da formação original da banda, entrou em 1994.

## Biografia

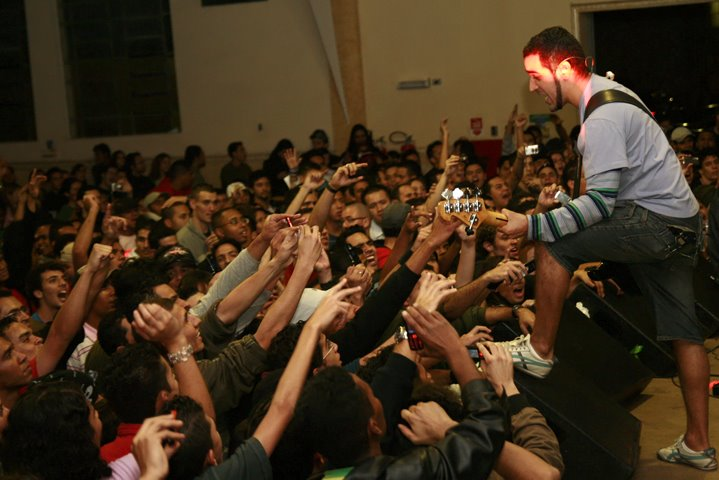
Duca Tambasco em apresentação do Oficina G3, 2008.

Duca Tambasco nasceu numa família cristã, e junto com os seus irmãos Rodrigo e Déio Tambasco (ex-guitarrista da banda Katsbarnea), foi incentivado desde criança a tocar música na igreja a qual frequentava. Começou a tocar contrabaixo aos oito anos de idade. Na adolescência participou de várias bandas, entre elas a Anno Domini, onde tocava com o seu irmão Déio Tambasco e com o baterista Lufeh.
Em 1994 juntou-se ao Oficina G3, entrando no lugar do antigo baixista, Wagner García, a convite do baterista Walter Lopes. Duca ingressou no grupo a partir da gravação da edição em CD do álbum Nada É Tão Novo, Nada É Tão Velho, já que a banda planejava gravar faixas extras como bônus como expansão da versão em vinil. O álbum Indiferença, lançado em 1996, acabou por se tornar o primeiro disco de Duca na banda também como compositor. Duca é principal vocalista de apoio da banda e, paralelo ao Oficina G3, chegou a lançar dois singles solo em 2017, chamados "Woods" e "Samaria".
Duca Tambasco também gravou com outros artistas e bandas, seja como produtor musical, arranjador ou músico convidado, como o Katsbarnea, Leonardo Gonçalves, Thalles Roberto e Observ.

## Vida pessoal
Entre seus hobbies, está a prática de artes marciais (judô e jiu-jitsu). Foi casado até 2012 com Ester Carolina, com a qual teve uma filha, chamada Naomi Tambasco. Mais tarde, Duca se casou com a jornalista Rafaela Gizzi. Em 2021, nasceu o primeiro filho do casal, Levi.

## Discografia
Com a Oficina G3
- 1994: Nada É Tão Novo, Nada É Tão Velho
- 1996: Indiferença
- 1998: Acústico
- 1999: Acústico ao Vivo
- 2000: O Tempo
- 2001: O Tempo ao Vivo
- 2002: Humanos
- 2005: Além do que os Olhos Podem Ver
- 2007: Elektracustika
- 2008: Depois da Guerra
- 2010: D.D.G. Experience
- 2013: Histórias e Bicicletas
- 2015: Histórias e Bicicletas - O Filme
- 2024: Humanos Tour

Com outros músicos e bandas
- 1995: Armagedom - Katsbarnea (vocal em "Fariseu")[5]
- 2004: Novos Rumos - Déio Tambasco (baixo)[10]
- 2004: Nig Evolution 2 (baixo em Fazendo Hora)
- 2007: Para Ti - Túlio Régis (baixo)
- 2010: Revisão - Apogeu (produção musical)
- 2014: ID3 - Thalles Roberto (baixo)
- 2014: Princípio - Leonardo Gonçalves (baixo em "There")[6]
- 2014: O Mar que nos Envolve - Observ (baixo em várias faixas)[7]
- 2015: Confio - Letícia Brandão (baixo)